# Cônegas de Santo Agostinho da Misericórdia de Jesus
As Cônegas de Santo Agostinho da Misericórdia de Jesus são uma ordem religiosa católica romana de cônegas que seguem uma vida semi-contemplativa e também estão envolvidas no ministério do cuidado dos doentes e dos necessitados, pelo que também eram conhecidas como " irmãs hospitalares". 
As origens das cônegas estão no século XIII, quando um grupo de mulheres na França se uniu para ajudar os frades agostinianos eremitas que cuidavam dos pobres e dos doentes no Hôtel-Dieu do porto de pesca de Dieppe. Conhecidas originalmente como as "Irmãs Eremitas de Santo Agostinho", elas formavam uma confraria leiga seguindo a Regra de Santo Agostinho, vivendo de bens comuns e de esmolas, e sob um conjunto de constituições elaboradas para seu uso. Além dos serviços prestados ao Hôtel-Dieu, elas também se empregavam na assistência aos doentes em todos os bairros da cidade. Elas visitavam e cuidavam dos pobres vivendo em suas cabanas, ou até alojavam-se em cavernas escavadas nos penhascos da região. 
Eventualmente, elas foram organizadas numa congregação religiosa sob a autoridade espiritual dos frades. A constituição da nova congregação estabeleceu duas classes de religiosas: irmãs leigas e cônegas. As primeiras foram empregadas nas tarefas manuais da comunidade, a fim de aliviar as cônegas. Elas não eram obrigadas a recitar o Ofício Divino, nem cuidavam dos doentes. As cônegas eram obrigadas a recitar o Ofício Divino em comum, e empregadas diariamente no atendimento aos doentes. Elas eram obrigadas - até onde sua saúde permitia - a ir, pelo menos uma vez ao dia, ao hospital para prestar algum serviço aos pobres. Duas delas revezaram a vigília noturna nas enfermarias. 
O Capítulo Geral era composto por todas as que tinham dez anos de profissão. Elas elegiam uma superiora geral trienalmente, mas seu mandato não poderia ser prolongado além de seis anos. Elas também elegiam a superiora geral adjunta, a mestra das noviças, a tesoureira e outras quatro conselheiras, formando um conselho de oito oficiais principais. Os mesmos oficiais poderiam ser mantidos desde que tivessem a maioria dos votos no capítulo. O hábito religioso das cônegas era uma túnica branca cingida por um cíngulo de couro. Na cabeça, usavam um véu preto para as professas - com um véu branco para as noviças -, presa a touca e bandeau. A isto foi acrescentado um guimpe engomado, cobrindo o pescoço e o peito, e para as tarefas de coral, um roquete, todo coberto por uma capa preta, antes da simplificação do hábito no século XX. 
No início do século XVII, as cônegas fundaram seu primeiro hospital fora da Europa na Nova França, com o estabelecimento do Hôtel-Dieu de Québec, que foi o primeiro hospital na América do Norte ao norte do México. No século XIX, elas tinham comunidades na França em Dieppe, Rennes, Eu, Vitré, Château-Goutier-St-Julien, Château-Goutier-St-Joseph, Malestroit, Auray, Tréguier, Lannion, Guingamp, Morlaix, Pont-l ' Abbé, Gouarec, Fougères, Harcourt e Bayeux; e em Quebec, além das fundações na cidade de Quebec, havia comunidades em Lévis e Chicoutimi. Também se estabeleceram na África do Sul, onde foram fundadas comunidades em Estcourt, Natal, Durban, Ladysmith e Pietermaritzburg . Também foram estabelecidas comunidades na Holanda em Maasbracht ; e na Itália, em Turim . Elas chegaram à Grã-Bretanha em 1902, estabelecendo ao longo dos anos casas em Waterloo e Cumbria (1921, Boarbank Hall). 
Durante a Segunda Guerra Mundial, as cônegas de Dieppe administraram um hospital subterrâneo, La Bimarine, onde cuidavam de soldados franceses e aliados feridos. 
Uma cônega foi homenageada pela Igreja Católica pela santidade de sua vida. A Beata Catarina de Santo Agostinho, OSA, que foi uma das primeiras voluntárias a ir para Quebec, foi beatificada pelo Papa João Paulo II em 1989. 